# Bo Birgersson (Grip)
Bo Birgersson (Grip), född 1540, död 1569, var en svensk fältherre och riksråd, herre till Vinäs. Han var son till Birger Nilsson (Grip).

## Biografi
Bo Birgersson var officer i svenska armén under nordiska sjuårskriget. I september 1566 gjorde han ett misslyckat försök att inta Halmstad. Han utsågs till befälhavare på Varbergs slott den 14 januari 1567. Han stupade under belägringen av slottet 1569.